# اچ‌ام‌اس میدلتن (ال۷۴)
اچ‌ام‌اس میدلتن (ال۷۴) (به انگلیسی: HMS Middleton (L74)) یک کشتی بود. این کشتی در سال ۱۹۴۱ ساخته شد.